# Louis Monge
Pour les articles homonymes, voir Monge.
Louis Monge, né le 11 avril 1748 à Beaune, mort le 6 octobre 1827 à Anvers, est un mathématicien français, frère de Gaspard Monge.

## Biographie
Fils de Jacques Monge, marchand savoyard originaire de Saint-Jeoire, et de Jeanne Rousseaux. Après des études chez les Oratoriens, il effectue des études de sciences. Il est professeur de mathématiques à l'École Militaire. Il participe à l'expédition de La Pérouse (1er août 1785 - 30 août 1785), en qualité d'astronome, mais la quitte lors d'une escale à Madère pour raison de santé. Il revient alors en France.
Il est l'un des rares membres de cette expédition à pouvoir revenir en Europe. Il devient examinateur d'hydrographie, il supplée son frère en tant qu'examinateur de la Marine, et à la suite de la création de l'École polytechnique, il devient examinateur d'admission à cette école. Il se retira en 1824.